# Aleiodes parvicauda
Aleiodes parvicauda är en stekelart som först beskrevs av Vladimir Ivanovich Tobias 1985.  Aleiodes parvicauda ingår i släktet Aleiodes och familjen bracksteklar. Inga underarter finns listade i Catalogue of Life.